# Philias Salvator Levilly
Philias Salvator Levilly dit Hoster (Paris, 1803-1883) est un artiste peintre et lithographe français, qui fut aussi comédien.

## Biographie
Fils du graveur parisien Jacques Philippe Levilly et d'Anne Hoster, le jeune Philias voit son père mourir en 1807. On ignore dans l'état des recherches le déroulement de ses premières années de formation. Toutefois, sa mère, appelée « veuve Levilly », décide de céder son fonds de commerce composé d'estampes en mars 1810, au marchand Boulard, 84 rue Saint-Martin, avec lequel son mari avait l'habitude de travailler.
Philias débute sur la scène parisienne sous le nom de « Charles Hoster » (le nom de sa mère), en avril 1827, au théâtre des Variétés dans un vaudeville.
Beraldi signale la parution en 1829 de ses Fables de La Fontaine mises en action et lithographiées au trait. En juin 1831, Levilly se voit remettre la croix de Juillet, pour sa participation en tant que garde national aux journées de Juillet 1830.
En février 1833, il obtient le brevet de lithographe, et semble actif jusqu'en 1856. Il signe ses productions « Lévilly » ou « Levilly » (avec ou sans accent), entre autres un album de 12 dessins sur pierre, Tableaux historiques des funérailles de Napoléon (Troude, 1841). L'adresse de son premier atelier parisien se trouve au 11, rue Basse des fossés du Temple, passage du Jeu de la Boule. C'est cette adresse qu'il indique lorsqu'il expose au Salon de Paris en 1833, 1835 et 1836 des lithographies et une huile sur toile. 
Son activité de comédien se poursuit puisqu'il est mentionné en mai 1850, dans un spectacle aux Folies-Dramatiques. Puis, en janvier 1863, dans la création de François les bas-bleus.
En 1883, il est mentionné comme l'un des doyens de la SACD, allocataire d'une pension. Il meurt cette année-là, le 9 août, chez lui, au 88 boulevard Richard-Lenoir, dans le 11e arrondissement de Paris. Il se maria deux fois, et sa seconde épouse s'appelait Charlotte Valérie Houdard ; elles sont toutes deux décédées avant lui.

## Une abondante productions d'estampes

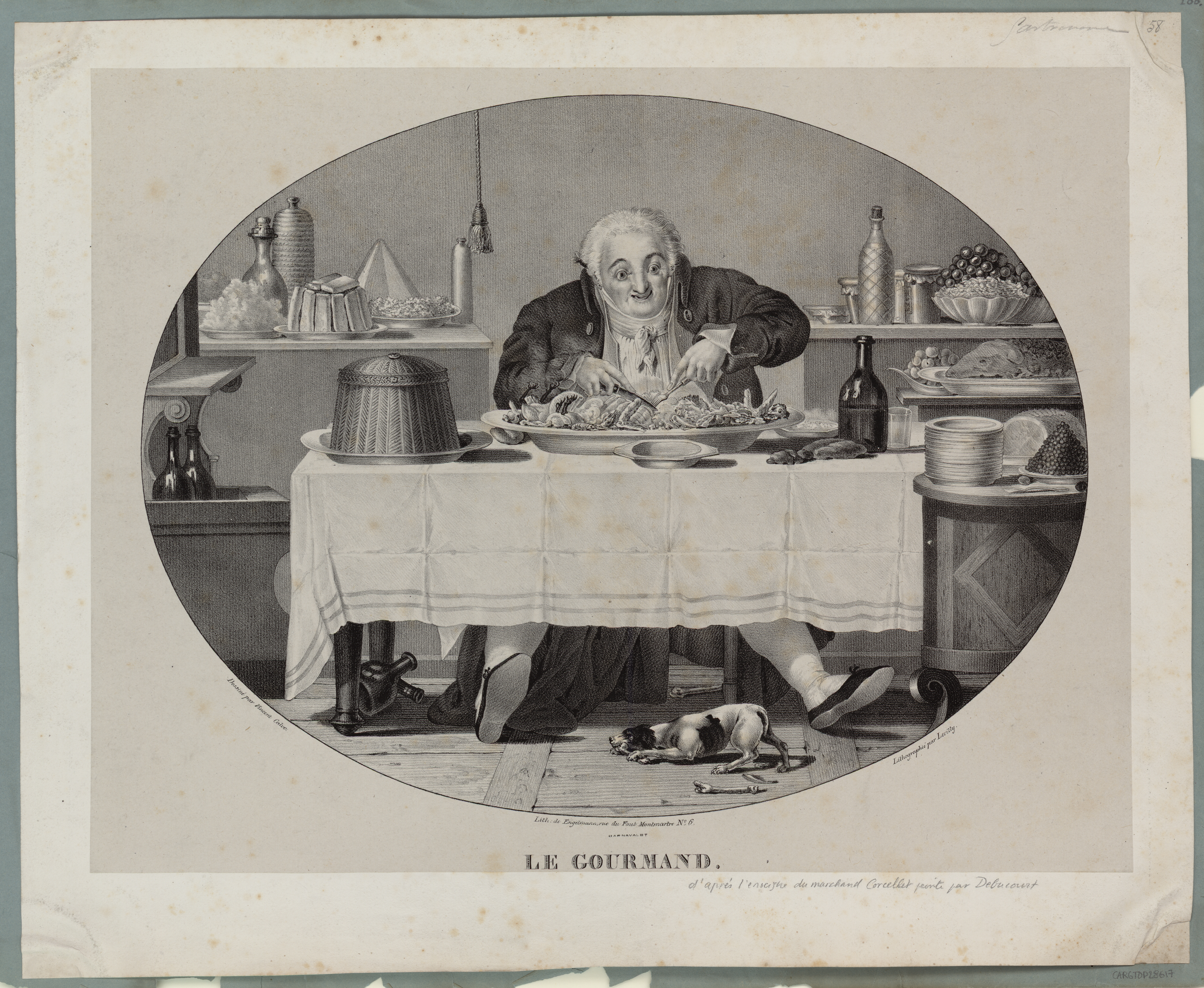
Le Gourmand, lith. signée Levilly, imprimée chez Engelmann, d'après l'enseigne de chez Corcellet (Paris, avant 1840) peinte par Philibert-Louis Debucourt.

L'Inventaire du fonds français (1967) signale que la production lithographique sous le nom de Levilly est au XIXe siècle très abondante. Mis à part les gravures de Jacques-Philippe (mort vers 1807), plus de 200 estampes ou suites d'estampes sont inventoriées. Dans les années 1860, la signature Hoster-Levilly apparaît. Vers 1874, certaines estampes sont signées « C. Levilly » [ou G. comme Gustave-Paul Levilly ?], puis « Veuve Levilly », sans qu'on puisse établir un lien familial direct entre tous ces noms.